# پارادوکس قاتل
پارادوکس قاتل (انگلیسی: A Killer Paradox؛ کره‌ای: 살인자ㅇ난감) یک مجموعه تلویزیونی محصول کره جنوبی با بازی چوی وو شیک، سون سوک کو و لی هی جون است. این مجموعه بر پایه وبتونی در ناور وب‌تون با همین نام اثر کومابی است و داستان مردی که به صورت اتفاقی یک قاتل زنجیره‌ای را به قتل می‌رساند و کارآگاهی که او را بی‌وقفه تعقیب می‌کند را روایت می‌کند. این مجموعه در ۹ فوریه ۲۰۲۴ از نتفلیکس منتشر شد.

## بازیگران
- چوی وو شیک در نقش لی تانگ[۳]
- سون سوک کو در نقش جانگ نان گام[۳]
- لی هی جون در نقش سونگ چون[۳]